# Episodi di Agent Carter (seconda stagione)
La seconda e ultima stagione della serie televisiva Agent Carter, composta da 10 episodi, è stata trasmessa in prima visione negli Stati Uniti dal canale ABC dal 19 gennaio al 1º marzo 2016.
In Italia, la stagione è andata in onda in prima visione sul canale satellitare Sky Cinema 1 dal 23 giugno al 21 luglio 2016.
Gli antagonisti principali sono: Whitney Frost/Agnes Cully e il Consiglio dei Nove.
| nº | Titolo originale        | Titolo italiano            | Prima TV USA     | Prima TV Italia |
| -- | ----------------------- | -------------------------- | ---------------- | --------------- |
| 1  | The Lady in the Lake    | La donna nel lago          | 19 gennaio 2016  | 23 giugno 2016  |
| 2  | A View in the Dark      | Uno sguardo nel buio       | 19 gennaio 2016  | 23 giugno 2016  |
| 3  | Better Angels           | Angeli migliori            | 26 gennaio 2016  | 30 giugno 2016  |
| 4  | Smoke & Mirrors         | Fumo negli occhi           | 2 febbraio 2016  | 30 giugno 2016  |
| 5  | The Atomic Job          | Operazione bomba atomica   | 9 febbraio 2016  | 7 luglio 2016   |
| 6  | Life of the Party       | L'anima della festa        | 16 febbraio 2016 | 7 luglio 2016   |
| 7  | Monsters                | Mostri                     | 16 febbraio 2016 | 14 luglio 2016  |
| 8  | The Edge of Mystery     | Il culmine del mistero     | 23 febbraio 2016 | 14 luglio 2016  |
| 9  | A Little Song and Dance | Si canta e si balla un po' | 23 febbraio 2016 | 21 luglio 2016  |
| 10 | Hollywood Ending        | Finale Hollywoodiano       | 1º marzo 2016    | 21 luglio 2016  |

## La donna nel lago
- Titolo originale: The Lady in the Lake
- Diretto da: Lawrence Trilling
- Scritto da: Brant Englestein

### Trama
Peggy e il nuovo capo della SSR Jack Thompson tendono una trappola alla spia sovietica nota come Dottie Underwood e riescono a catturarla. Nel frattempo Daniel Sousa, da poco nominato direttore della neonata sede di Los Angeles della SSR, viene contattato dal detective Andrew Henry per un'indagine inerente al ritrovamento del corpo di una donna nel lago cittadino, misteriosamente ghiacciatosi nel giro di una notte. Non fidandosi dei suoi nuovi colleghi, Sousa chiede aiuto a Thompson che, mosso dall'invidia nei suoi confronti, manda Peggy, la quale durante la sua permanenza nella Costa Ovest si fa ospitare da Jarvis e sua moglie nella tenuta hollywoodiana di Stark. Quando l'autopsia mostra che il corpo della donna si illumina al buio, Peggy intuisce che la causa potrebbe essere la vicinanza a un acceleratore di particelle e, dunque, si reca ai laboratori della Isodyne Energy scoprendo, grazie all'aiuto dello scienziato Jason Wilkes, che la vittima vi lavorava e aveva una relazione con il proprietario: Calvin Chadwick. Mentre a New York Dottie viene presa in custodia dall'FBI per conto del mentore di Thompson, Vernon Masters, il quale lo avverte che la SSR sta per essere rimpiazzata da una nuova organizzazione di pace, Peggy e Sousa intuiscono il coinvolgimento del detective Henry che, avendo ucciso la donna per conto di terzi, è rimasto contaminato dalle radiazioni presenti nel suo corpo e si sta progressivamente congelando, motivo per il quale rapisce Wilkes ordinandogli di curarlo ma viene ucciso da un agente di polizia che, in seguito, si scopre essere stato corrotto da Chadwick per mettere definitivamente a tacere l'assassinio della donna da parte sua e di sua moglie, Whitney Frost, la quale aveva scoperto il tradimento del marito.
- Altri interpreti: Bridget Regan (Dottie Underwood), Wynn Everett (Whitney Frost), Reggie Austin (Jason Wilkes), Currie Graham (Calvin Chadwick), Lotte Verbeek (Ana Jarvis), Lesley Boone (Rose Roberts), Sarah Bolger (Violet), Sean O'Bryan (detective Andrew Henry), Kurtwood Smith (Vernon Masters), Matt Braunger (Dr. Samberly).
- Ascolti USA: telespettatori 3 180 000[3]
- Citazioni e riferimenti: Facendo una lista dei film in cui è comparsa Whitney Frost, Jarvis cita "L sta per Libertà" (The "F" Stands for Freedom, il cui poster compare ne L'apparenza inganna) e "Storie di Suspense" (Tales of Suspense) testata d'esordio del personaggio.

## Uno sguardo nel buio
- Titolo originale: A View in the Dark
- Diretto da: Lawrence Trilling
- Scritto da: Eric Pearson e Lindsey Allen

### Trama
Chadwick si incontra con il Consiglio dei Nove, i quali dismettono il programma Materia Zero dei laboratori Isodyne a causa dei risultati deludenti e dell'attenzione attirata dopo l'incidente della donna nel lago, incitando tuttavia l'industriale a seguire le sue ambizioni senatoriali; nel momento in cui l'uomo informa di tale decisione sua moglie Whitney, vera mente dietro al programma, essa non ne rimane per nulla soddisfatta. Intanto Wilkes si incontra con Peggy per aiutarla nelle indagini rivelandole che la Isodyne ha tentato di continuare gli esperimenti del progetto Manhattan scoprendo una sostanza instabile fonte di energia negativa apparentemente illimitata: la Materia Zero; temendo l'uso che potrebbe farne la Isodyne, Peggy decide di rubarla infiltrandosi nei laboratori tuttavia, mentre essa si scontra con gli agenti del Consiglio, mandati a distruggere ogni prova degli esperimenti, Wilkes, tentando di recuperare la Materia Zero, viene scoperto da Whitney Frost e ha con lei una colluttazione nel corso della quale la sostanza viene liberata dando luogo a un'esplosione che provoca l'apparente morte dello scienziato mentre l'attrice, fuggita per miracolo, tornata nel suo camerino si guarda allo specchio scoprendo con orrore di aver assorbito dentro di sé la Materia Zero attraverso un taglio sulla tempia.
- Altri interpreti: Wynn Everett (Whitney Frost), Reggie Austin (Jason Wilkes), Currie Graham (Calvin Chadwick), Chris Browning (Rufus Hunt), Ray Wise (Hugh Jones), Casey Sander (Tom), Lotte Verbeek (Ana Jarvis), Lesley Boone (Rose Roberts), Sarah Bolger (Violet).
- Ascolti USA: telespettatori 3 180 000[3]
- Citazioni e riferimenti: la Materia Zero cui si fa riferimento altro non è che la Forza Oscura, già vista nella prima stagione di Agents of S.H.I.E.L.D. nel personaggio di Blackout.[4]

## Angeli migliori
- Titolo originale: Better Angels
- Diretto da: David Platt
- Scritto da: Jose Molina

### Trama
Per depistare le indagini sull'esplosione nei suoi laboratori la Isodyne tenta di addossare la colpa a Wilkes facendo rinvenire delle finte prove che lo incastrano come spia comunista, tuttavia Peggy decide di indagare più a fondo e, grazie alle conoscenze di Stark, scopre l'esistenza dell'Arena Club, un circolo per soli bianchi in cui si infiltra scoprendo che vi si riunisce il Consiglio dei Nove; malauguratamente Thompson, giunto a Los Angeles seguendo le direttive di Vernon Masters, rimuove Peggy dall'incarico imponendole di fare immediatamente ritorno a New York ma la ragazza, mossa dal senso di colpa per quanto successo a Wilkes, si rifiuta di obbedire scoprendo poco dopo che, anziché morire, lo scienziato è divenuto invisibile e intangibile ma sta tentando di attirare la sua attenzione dalla sera precedente. Dopo che Stark riesce a ripristinare parzialmente Wilkes grazie a una formula di sua invenzione, questi rivela del coinvolgimento di Whitney Frost in quanto accaduto ai laboratori, motivo per cui Peggy si reca a interrogarla senza riuscire a estorcerle informazioni ma mettendola tanto in allarme da far sì che mandi un sicario, Rufus Hunt, a tentare senza successo di assassinarla confermando i sospetti dell'agente SSR verso l'attrice che, intanto, per difendersi dalle brusche avances del suo agente, lo trasforma inavvertitamente in Materia Zero per poi assorbirlo nel proprio corpo causando una vistosa crescita della cicatrice sulla sua fronte.
- Altri interpreti: Wynn Everett (Whitney Frost), Reggie Austin (Jason Wilkes), Currie Graham (Calvin Chadwick), Dominic Cooper (Howard Stark), Kurtwood Smith (Vernon Masters), Chris Browning (Rufus Hunt), Walker Roach (Kid Colt, attore), Clayton Norcross (sceriffo), Randy Sklar (Kenneth).
- Ascolti USA: telespettatori 2 900 000[5]
- Citazioni e riferimenti: Nei fumetti Jason Wilkes è un personaggio minore apparso su Tales of Suspense n. 25 (gennaio 1962) in una storia breve dove, corrotto da una spia sovietica, crea un dispositivo capace di renderlo invisibile e intangibile ma rimane permanentemente bloccato in tale forma; l'episodio fa riferimento a tutto ciò. Gli studios privati di Howard Stark stanno inoltre girando la trasposizione cinematografica di Kid Colt, Outlaw, fumetto pubblicato dalla Atlas Comics (antesignana della Marvel) nel 1948.[6]

## Fumo negli occhi
- Titolo originale: Smoke & Mirrors
- Diretto da: David Platt
- Scritto da: Sue Chung

### Trama
Broxton, Oklahoma, 1920. Fin da bambina Agnes Cully (vero nome di Whitney Frost) si dimostra dotata di un'intelligenza estremamente al di sopra della media, riuscendo a riparare radio e altri dispositivi complessi senza avere alcuna nozione di meccanica, cosa che la porta a tentare l'ingresso in un programma scientifico dell'Università dell'Oklahoma venendo però rifiutata a causa del suo sesso e, di conseguenza, convinta dalla frustrata madre che, per avere successo nella vita, una ragazza debba solo essere bella e non intelligente, a ventitré anni, nel 1934, si trasferisce a Hollywood e fa la conoscenza di Ned Silver, uno scopritore di talenti che le promette di farla diventare una stella. Londra, Inghilterra, 1939. Peggy, impiegata come crittoanalista presso il Bletchley Park e prossima alle nozze con l'altolocato Fred Wells, viene invitata a entrare in un programma d'addestramento dello Special Operations Executive; sebbene inizialmente scettica, dopo la morte sul campo di suo fratello maggiore Michael, che l'aveva sempre sostenuta, decide di mandare a monte il fidanzamento e accettare l'offerta. Los Angeles, California, 1947. Peggy e Jarvis, con la collaborazione di Sousa, rapiscono Rufus Hunt riuscendo a estorcergli informazioni sul Consiglio dei Nove, tuttavia, prima che riesca a organizzare una retata nell'Arena Club, l'SSR viene ostacolata da Vernon Masters costringendoli dunque a far fuggire Hunt attaccandogli addosso una microspia; tornato da Chadwick il sicario tenta di estorcergli protezione dai membri del Consiglio ma Whitney, furiosa, lo assorbe rivelando i suoi poteri al marito.
- Altri interpreti: Wynn Everett (Whitney Frost), Reggie Austin (Jason Wilkes), Currie Graham (Calvin Chadwick), Kurtwood Smith (Vernon Masters), Chris Browning (Rufus Hunt), Carole Ruggier (Amanda Carter), Gabriella Graves (Peggy da bambina), Webb Baker Hayes (Michael Carter da bambino), Ivy George (Agnes Cully da bambina), Olivia Welch (Agnes Cully da ragazza), Samaire Armstrong (Wilma Cully), Chris Mulkey ("zio" Bud Schultz), Max Brown (Michael Carter), Christopher Grove (Mr. Edwards), Kevin Changaris (Fred Wells), Andrew Carter (Ned Silver).
- Ascolti USA: telespettatori 2 770 000[7]

## Operazione bomba atomica
- Titolo originale: The Atomic Job
- Diretto da: Craig Zisk
- Scritto da: Lindsey Allen

### Trama
Wilkes entra in contatto con un frammento di Materia Zero contenuto nei campioni di tessuto della donna nel lago e percepisce il luogo dove il suddetto cadavere è stato nascosto, Peggy e Jarvis, recatisi sul posto, osservano di nascosto mentre Whitney usa i suoi poteri per drenare la sostanza dalla defunta. Comprendendo che l'attrice desideri replicare perfettamente il test nucleare a seguito del quale è apparsa la Materia Zero, e perciò abbia bisogno di una bomba atomica della Roxxon, Peggy e Sousa assemblano una rocambolesca task force reclutando Jarvis, Rose e il dottor Samberly per infiltrarsi nel complesso in cui sono custoditi i soli ordigni nucleari non ancora smantellati dalla corporazione e sottrarre il loro nucleo di plutonio prima che se ne approprino Whitney e suo marito, nel frattempo alleatisi con Joseph Manfredi e il Maggia. Nonostante la missione venga completata con successo, Peggy rimane gravemente ferita in uno scontro con la potente nemica riuscendo a salvarsi per miracolo, Chadwick, preoccupato dalla follia delirante della moglie, decide di allertare il Consiglio, mentre Wilkes inizia misteriosamente a volatilizzarsi.
- Altri interpreti: Wynn Everett (Whitney Frost), Reggie Austin (Jason Wilkes), Currie Graham (Calvin Chadwick), Lesley Boone (Rose Roberts), Sarah Bolger (Violet), Christopher Allen (agente Ryan), Rey Valentin (agente Vega), Matt Braunger (Dr. Samberly), Ken Marino (Joseph Manfredi), Ray Wise (Hugh Jones).
- Ascolti USA: telespettatori 2 660 000[8]

## L'anima della festa
- Titolo originale: Life of the Party
- Diretto da: Craig Zisk
- Scritto da: Eric Pearson

### Trama
Deducendo che il contatto con la Materia Zero è in grado di restituire temporaneamente una forma corporea a Wilkes, Peggy decide di prelevarne un campione dal sangue di Whitney Frost ma, essendo ancora convalescente a causa della ferita riportata la notte prima e non potendo fare affidamento su nessuno all'SSR, decide, con la collaborazione di Sousa, di far evadere Dottie Underwood costringendola a collaborare affinché accompagni Jarvis alla festa per la campagna elettorale di Chadwick e avvicini l'attrice riempiendo di soppiatto una fiala col suo sangue; nel corso della serata Whitney viene condotta dal marito a cospetto del Consiglio dei Nove facendole credere che vogliano supportare le sue ricerche ma, dopo che tentano di intrappolarla, essa reagisce assorbendo più della metà dei membri (incluso il marito) e proclamandosi nuova leader del gruppo. Dopo aver assistito a tale evento Dottie tenta di fuggire ma viene catturata da Thompson lasciandosi alle spalle solo la provetta con il sangue di Whitney, successivamente recuperata da Jarvis e consegnata a Peggy.
- Altri interpreti: Wynn Everett (Whitney Frost), Reggie Austin (Jason Wilkes), Currie Graham (Calvin Chadwick), Lotte Verbeek (Ana Jarvis), Bridget Regan (Dottie Underwood), Kurtwood Smith (Vernon Masters), Hayley McCarthy (Melody), John Kerry (Mortimer Hayes), Ray Wise (Hugh Jones), Casey Sander (Thomas Gloucester).
- Ascolti USA: telespettatori 2 390 000[9]

## Mostri
- Titolo originale: Monsters
- Diretto da: Metin Hüseyin
- Scritto da: Brandon Easton

### Trama
Grazie alla Materia Zero nel sangue di Whitney Frost, Wilkes riesce a costruire una camera di contenimento nel cui spazio limitato riacquisisce solidità corporea. Nel frattempo Peggy, ritenendosi responsabile per il rapimento di Dottie, si reca in suo soccorso assieme a Jarvis rintracciando il segnale del trasmettitore messole addosso pur realizzando si tratti di una trappola; una volta rintracciata la spia sovietica difatti, essa rivela di aver ceduto alle torture inflittele da Whitney grazie ai suoi poteri rivelandole quanto dedotto su Wilkes e la Materia Zero, motivo per il quale mentre loro sono intenti a fuggire dalla sua proprietà, Whitney e Manfredi fanno irruzione nella villa di Stark, rapiscono Wilkes e, per coprirsi la fuga, sparano a bruciapelo ad Ana poco prima del ritorno di Peggy, Jarvis e Dottie che, approfittando della confusione successiva al trasporto della donna in ospedale, riesce a liberarsi e a fuggire. Contemporaneamente a tutto ciò Vernon Masters, agendo su ordine di Whitney, subentra a Sousa in qualità di capo dell'SSR della Costa Ovest.
- Altri interpreti: Wynn Everett (Whitney Frost), Reggie Austin (Jason Wilkes), Lotte Verbeek (Ana Jarvis), Bridget Regan (Dottie Underwood), Kurtwood Smith (Vernon Masters), Christopher Allen (agente Ryan), Ken Marino (Joseph Manfredi), Tom T. Choi (Dr. Chung).
- Ascolti USA: telespettatori 2 390 000[9]

## Il culmine del mistero
- Titolo originale: The Edge of Mystery
- Diretto da: Metin Hüseyin
- Scritto da: Brant Englestein

### Trama
Uscita dalla sala operatoria Ana cade in un breve coma e, al suo risveglio, Jarvis decide di non rivelarle che i danni subiti dai suoi organi interni l'hanno resa sterile; nel frattempo Peggy e Sousa contattano Manfredi affinché comunichi a Whitney la loro decisione di consegnarle le barre di uranio sottratte alla Roxxon in cambio di Wilkes, nonostante intendano in realtà utilizzare delle barre fasulle, lo scienziato, nel frattempo circuito dalla donna, minaccia di uccidere Peggy per costringere Sousa a rivelargli l'ubicazione di quelle vere: la sede dell'SSR, facendo sì che la sua complice ordini a Vernon Masters di recuperarle. Peggy, Sousa, Jarvis, Samberly e un pentito Thompson tentano dunque di raggiungere Whitney nel deserto prima che riesca a replicare il test atomico a seguito del quale venne scoperta la Materia Zero ma arrivano troppo tardi e riescono dunque a chiudere il varco dimensionale, grazie a un'arma ai raggi gamma ideata da Stark, solo dopo che Wilkes ne ha assorbita una vasta quantità. Per assicurarsi la collaborazione dello scienziato, Whitney ordina quindi ai suoi uomini di catturare Peggy e Jarvis.
- Altri interpreti: Wynn Everett (Whitney Frost), Reggie Austin (Jason Wilkes), Lotte Verbeek (Ana Jarvis), Lesley Boone (Rose Roberts), Kurtwood Smith (Vernon Masters), Ken Marino (Joseph Manfredi), Rey Valentin (agente Vega), Brian Glanney (agente Ford), Tina D'Marco (nonna Manfredi), Matt Braunger (Dr. Samberly), Tom T. Choi (Dr. Chung), Russell Edge (agente Blackwell), Damian O'Hare (Nick Driscoll).
- Ascolti USA: telespettatori 2 500 000[10]

## Si canta e si balla un po'
- Titolo originale: A Little Song and Dance
- Diretto da: Jennifer Getzinger
- Scritto da: Michele Fazekas e Tara Butters (soggetto); Chris Dingess (sceneggiatura)

### Trama
In una sequenza onirica Peggy ha un dialogo col fratello defunto, balla prima con Wilkes e poi con Sousa all'interno della tavola calda dove lavora Angie e viene trascinata da quest'ultima, e da un gruppo di coriste tra cui figura Dottie, in una sorta di musical sulla sua indecisione tra i due uomini; il sogno termina con la comparsa di Jarvis. Non appena risvegliatasi, Peggy riesce a evadere insieme a Jarvis dal furgone su cui la stavano trasportando gli uomini di Whitney e Manfredi facendo ritorno al quartier generale dell'SSR dove, assieme a Thompson, Sousa e al dottor Samberly convince Vernon a complottare contro la sua padrona, usando su di lei l'arma ideata da Stark per chiudere la voragine di Materia Zero tuttavia, a insaputa di tutti, Thompson fa trasformare l'arma in un ordigno e, consegnandola a Whitney, tradisce l'ex-mentore fingendo di volere un posto nel Consiglio dei Nove; mentre Jarvis trova finalmente la forza di rivelare ad Ana la verità sulle sue condizioni, Peggy e Sousa scoprono il piano di Thompson e disarmano la bomba da lontano ma questi se ne accorge e li raggiunge facendo riattivare a Samberly il detonatore mentre, in un crescendo di tensione, Whitney scopre a sua volta del tranello un istante prima di uccidere Vernon e Wilkes la raggiunge liberando la Materia Zero nel suo corpo con un'esplosione.
- Altri interpreti: Wynn Everett (Whitney Frost), Reggie Austin (Jason Wilkes), Lotte Verbeek (Ana Jarvis), Lesley Boone (Rose Roberts), Bridget Regan (Dottie Underwood), Kurtwood Smith (Vernon Masters), Ken Marino (Joseph Manfredi), Rey Valentin (agente Vega), Matt Braunger (Dr. Samberly), Max Brown (Michael Carter), Lyndsy Fonseca (Angie Martinelli), Russell Edge (agente Blackwell).
- Ascolti USA: telespettatori 2 500 000[10]

## Finale Hollywoodiano
- Titolo originale: Hollywood Ending
- Diretto da: Jennifer Getzinger
- Scritto da: Chris Dingess (soggetto); Michele Fazekas e Tara Butters (sceneggiatura)

### Trama
Whitney Frost assorbe la Materia Zero emessa dall'esplosione di Wilkes, che sopravvive venendo condotto in salvo da Peggy, Sousa, Thompson, Samberly, Jarvis e Howard Stark. Manipolata dall'immensa quantità di Materia Zero all'interno del suo corpo, Whitney si rinchiude in casa lavorando ininterrottamente a una formula per aprire nuovamente un varco dimensionale e rilasciare la sostanza sulla Terra così da provocare l'apocalisse; Manfredi, preoccupato per la salute mentale dell'amata, decide di contattare Stark (suo vecchio amico) per aiutare lui, Peggy e l'SSR a rubare la formula di Whitney battendola sul tempo e aprendo il varco prima che possa farlo lei, riuscendo così ad attirarla in trappola, separarla fisicamente dalla Materia Zero grazie all'arma ai raggi gamma di Stark e richiudere il varco; tale esperienza fa tuttavia impazzire completamente l'ex-attrice che, di conseguenza, viene rinchiusa in un manicomio criminale. Nei giorni successivi Wilkes viene assunto dalle Stark Industries e Thompson, pentito delle sue azioni, consegna una misteriosa chiave del Consiglio dei Nove rinvenuta nei dossier di Masters a Peggy che, nel frattempo, rivela i suoi sentimenti a Sousa e decide di rimanere a Los Angeles con lui.
Nella scena finale Thompson si appresta a fare ritorno a New York quando un individuo misterioso si presenta alla porta della sua stanza d'albergo, gli spara al petto e ruba un dossier di Masters inerente Peggy.
- Altri interpreti: Wynn Everett (Whitney Frost), Reggie Austin (Jason Wilkes), Lotte Verbeek (Ana Jarvis), Lesley Boone (Rose Roberts), Dominic Cooper (Howard Stark), Ken Marino (Joseph Manfredi), Chris Coppola (Hank), Tina D’Marco (nonna Manfredi), Matt Braunger (Dr. Samberly), Currie Graham (Calvin Chadwick).
- Ascolti USA: telespettatori 2 350 000[11]